# The Times
Тајмс (енгл. The Times) су дневне новине које се штампају у Лондону. Штампају се у Уједињеном Краљевству од 1785. године, тада под називом Универзални дневни регистар (енгл. The Daily Universal Register). Тренутни тираж је 618 160 примерака. Једне су од најстаријих и најутицајнијих британских, и једне од најуваженијих дневних новина у свету.
Тајмс и његов сестрински лист Сандеј тајмс (основан 1821. године) објављује Тајмс новинска група, која је од 1981. године подружница Њуз УК, предузећа у потпуном власништву Њуз Корп. Тајмс и Сандеј тајмс, који немају заједничко уредништво, основани су независно, и имају само заједничко власништво од 1966. године. Уопштено говорећи, политичка позиција Тајмса се сматра десним центаром.
Тајмс су прве новине које су носиле то име, позајмљивајући га касније бројним другим листовима широм света, као што су Тајмс Индије и Њујорк тајмс. У земљама у којима су ови други наслови популарни, новине се често називају Лондонски тајмс, или Тајмс Лондона, иако су новине националног обима и дистрибуције. Сматра се веродостојним новинама у Великој Британији.
Тајмс је имао просечан дневни тираж од 417.298 у јануару 2019; у истом периоду, Сандеј тајмс је имао просечан недељни тираж од 712.291. Америчко издање Тајмса излази од 6. јуна 2006. године. Научници и истраживачи су у великој мери користили Тајмс због његове широко распрострањене доступности у библиотекама и његовог детаљног индекса. Комплетна историјска датотека дигитализованих новина, до 2019, налази се на мрежи од Гејл Ценгејџ учења.

## Историја
Тајм је основао Џон Волтер 1. јануара 1785. под именом Дејли јуниверзал реџистер (The Daily Universal Register). Данашњи назив добија 1788. Објављивао је комерцијалне вести и обавештења о неким скандалозним догађајима. Крајем 19. века тираж и популарност Тајмса су се смањили, али након куповине од стране Алфреда Хармсворта опорављају. Потпуну надмоћ у извештавању новине су стекле под уредништвом Вилијама Хејлија. Године 1981. Тајмс је Њуз корпорација. Америчко издање се штампа од 6. јуна 2006.

### 1785 to 1890
Тајмс је основао издавач Џон Волтер 1. јануара 1785. каоThe Daily Universal Register, са Волтером у улози уредника. Волтер је остао без посла до краја 1784. након што је осигуравајућа компанија за коју је радио банкротирала због губитака од урагана на Јамајци. Незапослен, Волтер је започео нови пословни подухват. У то време, Хенри Џонсон је измислио логографију, нову типографију која је наводно била бржа и прецизнија (иако се три године касније показала мање ефикасном него што је рекламирана). Валтер је купио патент за логографију и са њим отворио штампарију за производњу књига. Прва публикација новина The Daily Universal Register била је 1. јануара 1785. Волтер је променио наслов након 940 издања 1. јануара 1788. у The Times. Године 1803. Валтер је предао власништво и уредништво свом истоименом сину. Упркос шеснаестомесечном боравку Волтера старијег у затвору Њугејт због клевете објављене у Тајмсу, његови пионирски напори у објављивању континенталних вести, посебно из Француске, допринели су порасту репутације листа међу креаторима политике и финансијерима.
Тајмс је користио доприносе значајних личности из области политике, науке, књижевности и уметности за подизање своје репутације. Током већег дела свог почетног појављивања, профити Тајмса су били веома велики, а конкуренција минимална, тако да је могао да понуди већу новчану награду од својих ривала за информације или писце. Почевши од 1814. године, новине су штампане на новој цилиндричној преси са парним погоном коју је развио Фридрих Кениг. Године 1815, Тајмс је имао тираж од 5.000.
Томас Барнс је постављен за главног уредника 1817. Исте године, штампар листа Џејмс Лосон, умире и пребацује посао на свог сина Џона Џозефа Лосона (1802–1852). Под уредништвом Барнса и његовог наследника од 1841, Џона Тадеуса Дилејна, утицај Тајмса је порастао до великих висина, посебно у политици и у граду Лондону. Питер Фрејзер и Едвард Стерлинг били су два позната новинара, који су за Тајмс стекли помпезни/сатирични надимак „Громовник“ (из „Пре неки дан смо одгрмели чланак о друштвеним и политичким реформама“). Повећани тираж и утицај новина делимично су били засновани на њеховом раном усвајању ротационе машине за штампање на пару. Дистрибуција парним возовима до брзо растућих концентрација урбаног становништва помогла је да се осигура профитабилност листа и његов растући утицај.
Тајмс је био један од првих листова који је слао ратне дописнике да извјештавају о сукобима с лица места. Вилијам Хауард Расел, који је као Тајмсов извештач пратио британску војску у Кримском рату, утицао је на јавно мњење у Енглеској дописима из Крима.